# TwoSet Violin
TwoSet Violin là một kênh Youtube của hai nghệ sĩ vĩ cầm người Úc gốc Đài Loan gồm Brett Yang (杨博尧, Dương Bác Nghiêu) và Eddy Chen (陳韦丞, Trần Vy Thừa). Họ nổi tiếng về những đoạn video vui nhộn và hài hước trên Youtube xoay quanh đề tài vĩ cầm và nhạc cổ điển. Tính đến tháng 6 năm 2025, kênh Youtube của họ đạt hơn 4,33 triệu người đăng kí và hơn 1,3 tỷ lượt xem. Vào ngày 14 tháng 10 năm 2024, bộ đôi này đăng thông báo họ sẽ ngừng sáng tác nội dung dưới tên TwoSet Violin, sau đó phát hành video đầu tiên trong số sáu video âm nhạc chia tay.
Tính đến tháng 4 năm 2025, TwoSet Violin bắt đầu quay lại cập nhật phương tiện truyền thông xã hội và tải video lên theo phong cách "thoải mái và không bị áp lực phải đăng video hàng tuần" và nói rằng họ sẽ tự do lựa chọn tạo nội dung mà họ muốn.

## Tiểu sử
Cả hai đều từ Đài Loan ( Brett từ Đài Bắc, Đài Loan; Eddy từ Cao Hùng, Đài Loan) chuyển đến New Zealand một thời gian trước khi chuyển đến Brisbane, Úc. Khi Brett 14 tuổi và Eddy 13 tuổi, họ gặp nhau lần đầu trong lớp học toán. Họ đều là những thành viên trẻ nhất của dàn nhạc giao hưởng trẻ, sau đó họ đi học ở trường đại học Queensland Conservatorium Griffith tại Brisbane, Úc. Năm 2012, Brett biểu diễn ra mắt bản concerto dành cho vĩ cầm của Tchaikovsky. Brett từng chơi vĩ cầm trong nhiều dàn nhạc thính phòng khác nhau của Úc và từng biểu diễn tại Hội nghị thượng đỉnh G-20 Brisbane 2014. Năm 2014, Eddy từng vào vòng chung kết giải thưởng quốc gia nghệ sĩ tài năng trẻ ở Queensland. Anh cũng tham gia chơi ở dàn nhạc giao hưởng Queensland và Melbourne.
Năm 2013, họ bắt đầu đăng tải những đoạn video chơi vĩ cầm phỏng theo nhạc pop. Trong buổi phỏng vấn với CutCommon, Brett nói rằng họ thấy những nghệ sĩ vĩ cầm chơi nhạc cover đạt đến hàng triệu lượt xem trên Youtube nên đã cố gắng làm điều tương tự nhưng kết quả lại không cao. Sau đó họ phát hiện rằng nghệ sĩ vĩ cầm Ray Chen đã đăng tải một số video hài hước nên họ đã thay đổi nội dung kênh Youtube của họ sang màu sắc ít trang nghiêm hơn và mang tính hài hước hơn. Họ tập trung làm những video xoay quanh cuộc sống văn hóa âm nhạc, trong vai trò nhạc sĩ và sinh viên dòng nhạc cổ điển, kết quả là đã đạt được lượng người xem tăng đáng kể.

## Hoạt động
Brett và Eddy đã chơi trong dàn nhạc thính phòng Sydney và Queensland, bên cạnh đó họ tạo ra nội dung riêng để tổ chức tour lưu diễn với hình thức là hài kịch âm nhạc hơn là những buổi hòa nhạc thuần túy. Họ dùng hình thức chơi vĩ cầm để kết nối và kể những câu chuyện hài hước. Bằng cách sử dụng KickStarter đồng thời chơi nhạc đường phố ở Sydney để gây quỹ, vào năm 2017, họ đã kiếm được đủ tiền để tổ chức tour lưu diễn vòng quanh thế giới đến 11 thành phố ở 10 quốc gia khác nhau ở châu Á và châu Âu bao gồm Đài Bắc, Helsinki và Frankfurt. Năm 2018, họ lưu diễn ở nhiều nơi tại Mỹ bao gồm New York, San Francisco và Los Angeles.
Cũng trong năm 2018, kênh Youtube của họ được trao giải thưởng Nhà sáng tạo Bạc. Năm 2019, họ đạt được giải thưởng Nhà sáng tạo Vàng. Kyle Macdonald của đài phát thanh Classic FM của Anh xếp Ray Chen, TwoSet Violin và truyền thông xã hội là một trong "10 cách thập niên 2010 thay đổi vĩnh viễn âm nhạc cổ điển".
TwoSet Violin cũng bình luận phim và các chương trình âm nhạc trên truyền hình liên quan đến việc chơi vĩ cầm, chỉ ra những màn biểu diễn giả tạo quá mức. Tháng 3 năm 2019, họ phê bình thần tượng Trung Quốc Cúc Tịnh Y vì đã biểu diễn vĩ cầm lồng tiếng trên một show truyền hình.
Tháng 1 năm 2020, có thông báo tuyên bố rằng TwoSet Violin sẽ tham gia cuộc thi âm nhạc Menuhin tổ chức tại Richmond, Virginia trong vai trò phóng viên lưu động, Tuy nhiên, sự kiện này bị hoãn lại đến tháng 5 năm 2021 do đại dịch COVID-19.
Vào ngày 16 tháng 11 năm 2022, kênh của họ cán mốc 4 triệu người đăng ký kênh. Cũng vào ngày này, họ livestream chơi bản concerto của violin của Mendelssohn ở giọng Mi thứ, Op. 64, với Brett là nghệ sĩ độc tấu. Họ biểu diễn tại Dàn nhạc giao hưởng Singapore.

## Nhân vật thương hiệu
Năm 2017, TwoSet Violin tạo một video hài đề cập đến Ling Ling, một nghệ sĩ vĩ cầm viễn tưởng có khả năng "luyện tập 40 tiếng một ngày". Trong lần phỏng vấn với tờ báo Yle Uutiset, họ nói Ling Ling giống như trùm cuối trong trò chơi điện tử, là Chuck Norris của nghệ sĩ vĩ cầm. Eddy nói rằng họ đã cải biên ra nhân vật này trong một video hài của họ với nội dung đề cập đến việc mẹ của một học sinh chơi vĩ cầm so sánh con mình với con của người bạn. Năm 2018, họ đăng tải một loạt video thử thách có tên gọi "Ling Ling Workout". Trong những màn thử thách này, họ chơi những bản nhạc cổ điển với những ràng buộc tạo độ khó cao như tốc độ gấp đôi, vừa chơi vừa lắc vòng, đổi tay chơi đàn, chỉ chơi trên 1 dây,... Những nghệ sĩ vĩ cầm nổi tiếng như Ray Chen, Ziyu He, Keila Wakao, Chloe Chua và Hilary Hahn cũng từng tham gia thử thách này trên kênh Youtube của họ.